# Fim do mundo

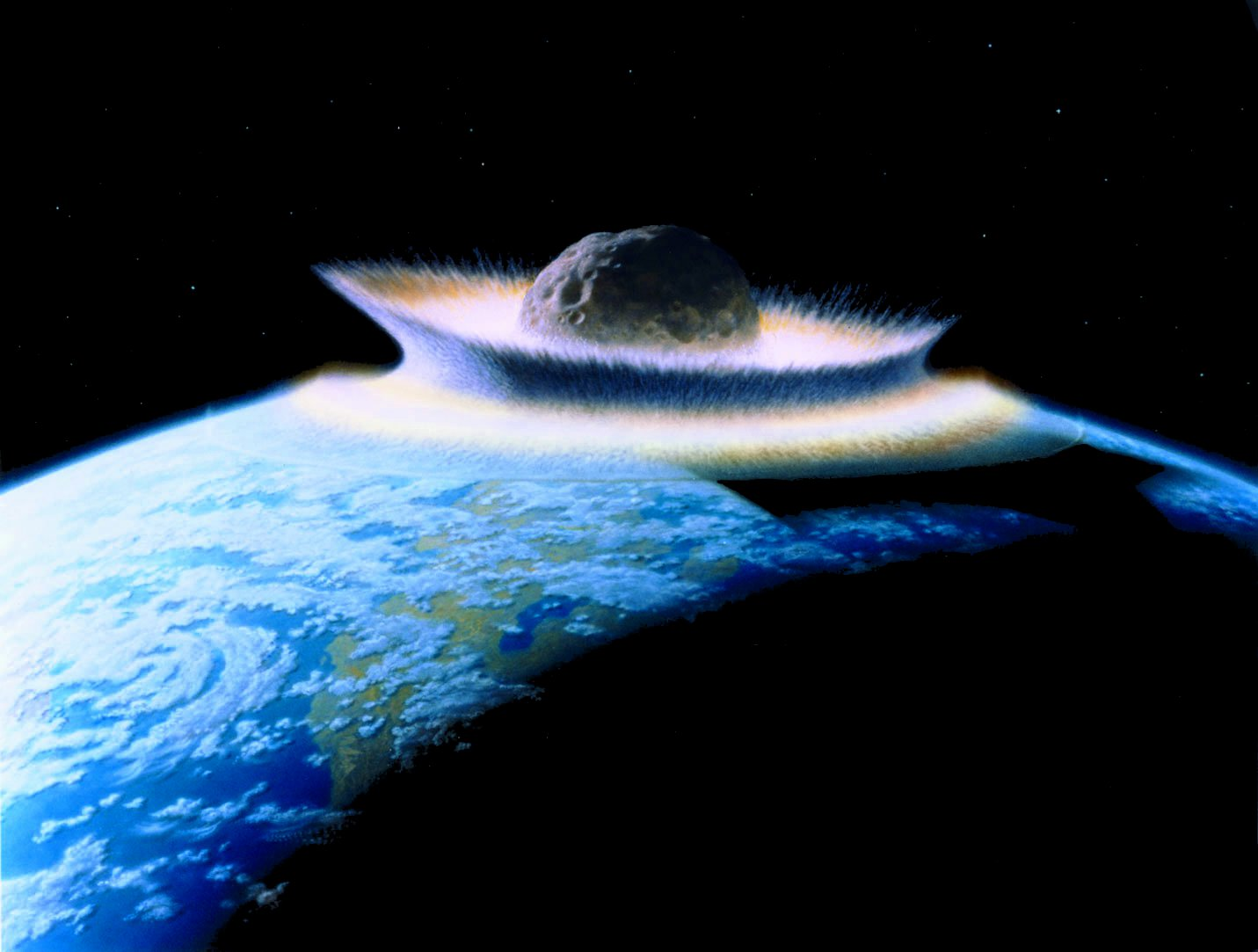
Representação artística de um asteroide ao colidir com o planeta Terra. Um asteroide com um impacto de um bilhão de bombas atômicas pode ter causado a extinção dos dinossauros.

Fim do mundo é um evento futuro hipotético que tem o potencial para prejudicar ou extinguir a humanidade e/ou qualquer outra forma de vida no planeta Terra.
Entre os potenciais riscos catastróficos globais estão, entre outros, uma inteligência artificial hostil, as armas de nanotecnologia, as alterações climáticas, a guerra nuclear e as pandemias.
Pesquisadores têm dificuldade em estudar a extinção humana diretamente, uma vez que algo assim nunca aconteceu. Apesar disto não significar que a extinção humana não vai acontecer no futuro, criar modelos de riscos existenciais é algo complexo, em parte devido ao viés de sobrevivência.

## Fim do planeta Terra
De acordo com astrônomos, a Terra deverá durar por pelo menos mais 5 bilhões (5 × 109) de anos antes do sol tornar-se uma gigante vermelha. Devido à perda de massa do sol, a Terra sairá de sua órbita, distanciando-se do mesmo. O imenso calor evaporará os oceanos, transformando a Terra num deserto poeirento, bastante parecido com o planeta Marte mas com um clima semelhante ao de Vênus. O sol posteriormente se transformará numa anã branca, incapaz de fornecer uma quantidade mínima de calor necessária à manutenção da vida.
Outros dizem que a atmosfera irá perder seu vapor d'água dentro de 1,1 bilhão (1,1 × 109) de anos, porque o sol se tornará 10% mais quente, e que os oceanos irão evaporar dentro de 3,5 bilhões (3,5 × 109) de anos, quando o sol estiver 40% mais quente.
Em 3,5 bilhões (3,5 × 109) de anos, a galáxia de Andrômeda pode colidir com a nossa, podendo desorganizar alguns sistemas solares. Muitos cientistas, entretanto, acreditam que nosso Sistema Solar escapará ileso, embora exista uma chance de que ele seja ejetado da fusão das duas galáxias. Muitos cenários concordam que o derradeiro destino do Universo subsequentemente destruiria a Terra.